# ゴッドフレッシュ

ゴッドフレッシュの公式ロゴ

ゴッドフレッシュ (Godflesh) は、イングランド・バーミンガムのインダストリアル・メタルバンド。1988年、ジャスティン・ブロードリックとG.C.グリーンによって結成された。
ジャンルにとらわれない音楽性で、インダストリアル・メタルやポストメタルの先駆者的存在であり、数多くのミュージシャンに影響を与えた。
2001年にG.C.グリーンが脱退し、2002年に解散。その後、ジャスティン・ブロードリックはイェスーを結成し活動していたが、2010年にゴッドフレッシュは再結成した。

## メンバー
- ジャスティン・ブロードリック (Justin Broadrick) – ボーカル、ギター、プログラミング (1988年-2002年、2010年-)
- G.C.グリーン (G.C. Green) – ベース、プログラミング (1988年-2001年、2010年-)

旧メンバー
- ポール・ネヴィル (Paul Neville) – ギター (1989年-1991年)
- ロバート・ハンプソン (Robert Hampson) – ギター (1991年-1992年)
- ブライアン・マンティア (Bryan Mantia) – ドラム、パーカッション (1994年-1996年)
- テッド・パーソンズ (Ted Parsons) – ドラム、パーカッション (1996年-2002年)
- スティーヴ・ハフ (Steve Hough) – ギター (1999年)
- ディルムッド・ダルトン (Diarmuid Dalton) – サンプリング、モーグ・シンセサイザー (1999年)
- ポール・レイヴン (Paul Raven) – ベース (2002年)

## ディスコグラフィ

### スタジオ・アルバム
- 『ストリートクリーナー』 - Streetcleaner (1989年)
- 『ピュアー』 - Pure (1992年)
- 『セルフレス』 - Selfless (1994年)
- 『ソングス・オヴ・ラヴ・アンド・ヘイト』 - Songs of Love and Hate (1996年)
- 『アス・アンド・ゼム』 - Us and Them (1999年)
- Hymns (2001年)
- 『ア・ワールド・リット・オンリー・バイ・ファイアー』 - A World Lit Only by Fire (2014年)
- 『ポスト・セルフ』 - Post Self (2017年)

### EP
- Godflesh (1988年)
- Loopflesh (1991年)
- Slavestate (1991年)
- Slavestate Remixes (1991年)
- Cold World (1991年)
- Merciless (1994年)
- 『メサイア』 - Messiah (2000年)
- 『ディクライン & フォール』 - Decline & Fall (2014年)

### リミックス・アルバム
- Love and Hate in Dub (1997年)

### コンピレーション
- Slateman/Cold World (1996年)
- Selfless/Merciless (1996年)
- In All Languages (2001年)

### シングル
- "Slateman" (1990年)
- "Crush My Soul" (1995年)